# ジョン・ハウ (初代準男爵)
初代準男爵サー・ジョン・ハウ（英語: Sir John Howe, 1st Baronet、姓はHow（ハウ）とも、1594年9月1日以前 – 1671年ごろ）は、イングランド王国・イングランド共和国期の政治家、準男爵。

## 生涯
ジョン・ハウ（John HowまたはJohn Howe、1580年以前 – 1630年9月13日以降）と妻ジョーン（Joan、旧姓グロバム、1580年以前 – 1630年9月13日以降、ニコラス・グロバムの娘）の長男として、1594年9月1日までに生まれた。1638年8月13日、リンカーン法曹院に入学した。
1650年から1651年までグロスタシャー州長官を務めた。『完全貴族名鑑』など19世紀末の文献によれば、ハウは第一議会（1654年 – 1655年）と第二議会（1656年 – 1658年）でグロスタシャー選挙区の代表として議員を務めたが、『英国議会史』（1983年）や『オックスフォード英国人名事典』など20世紀末以降の文献ではハウ自身ではなく次男にあたるジョン・グロバム・ハウが議員を務めたとしている。
1660年9月22日、準男爵に叙された。
1671年ごろに死去、長男リチャード・グロバムが準男爵位を継承した。

## 家族
1620年7月23日、ブリジット・リッチ（Bridget Rich、1596年ごろ – 1642年6月15日、トマス・リッチの娘）と結婚、5男4女をもうけた。
- リチャード・グロバム（1621年8月28日 – 1703年5月12日埋葬） - 第2代準男爵[1]
- ジョン・グロバム（1625年1月25日 – 1679年5月27日埋葬[5]） - 庶民院議員。1648年までに[5]アナベラ・スクロープ（Annabella Scrope、1631年ごろ – 1704年3月21日、初代サンダーランド伯爵エマニュエル・スクロープ（英語版）の娘）と結婚、子供あり[1]
- スザンナ（1626年12月4日[1] – ?） - 1646年3月1日、サー・ジョン・アーンリー（英語版）と結婚、子供あり[8]
- トマス・グロバム（1630年3月3日 – ?） - 1660年12月15日に騎士爵に叙され、1662年2月23日にリンカーン法曹院に入学した。ヘスター・マナリング（Hester Mainwaring、サー・ウィリアム・マナリングの娘）と結婚[1]
- ウィリアム（1630年6月13日 – 1650年/1651年） - リメリック包囲戦（英語版）で戦死[1]
- アンナ（1633年3月4日 – ?） - 早世[1]
- エリザベス（1633年12月21日 – ?） - 1655年1月12日、トマス・チェスター（Thomas Chester、1687年2月26日埋葬）と結婚[1]
- ジョージ（1635年10月22日[1] – ?）
- チャールズ（1637年11月27日 – 1710年3月18日埋葬[1]）